# Pico Basilé
Pico Basilé (dříve Pico de Santa Isabel, 3011 m n. m.) je štítová sopka na ostrově Bioko v Guinejském zálivu. Leží na území Rovníkové Guineje v Ostrovním regionu na hranicích provincií Bioko Norte a Bioko Sur. Jedná se o nejvyšší horu ostrova i celého státu.
Sopka leží na tektonickém zlomu táhnoucím se od ostrova Svatý Tomáš přes Bioko a kamerunské sopky až po vulkanické pole Biu v Nigérii. Převážně čedičový vulkán je posetý četnými parazitickými krátery. Je to jediná sopka na ostrově, jejíž erupce byla zaznamenána, i když je špatně zdokumentována. Koncem 19. a začátkem 20. století byly hlášeny ještě tři další erupce na jihovýchodním svahu.